# Ida Schiøttz-Jensen
Ida Schiøttz-Jensen, geborene Ida Marie Juliane Nielsen (* 25. November 1860 in Horsens; † 5. Februar 1933 in Roskilde) war eine dänische Interieur-, Landschafts- und Porträtmalerin.

## Leben
Ida Schiøttz-Jensen war die Tochter des Oberlehrers an der Technischen Schule in Horsens Peder Nielsen und dessen Frau Trine Jensen. Am 4. Juli 1893 heiratete sie den Arzt Lauritz Christen Ludvig Schiøttz-Jensen (1863–1897), Sohn des Vordingborger Kantors Christen Jensen und seiner Frau Louise Andrea Schiøttz. Der Landschaftsmaler Niels Frederik Schiøttz-Jensen war ihr Schwager.
Da Frauen der Zugang zur Kunstakademie bis 1888 verwehrt blieb, war auch sie auf die Alternative der privaten Schulen angewiesen. Sie war in Kopenhagen zunächst Schülerin von Vilhelm Kyhn an dessen Malschule für Frauen, der Tegneskolen for kvinder, sowie bei Laurits Tuxen, Kristian Zahrtmann und P.S. Krøyer an deren Kunstnernes Frie Studieskoler. Sie gehörte zu der Generation von Künstlerinnen, denen es mit der Gründung der Kunstschule für Frauen im Jahr 1888 möglich wurde, eine formalisierte künstlerische Ausbildung an der Akademie der Schönen Künste in Kopenhagen zu absolvieren. Diese Kunstskolen for kvinder besuchte sie 1890 für ein Semester. 1888 debütierte sie auf der Charlottenborg Dezember-Ausstellung, auf der dortigen Frühjahrs-Ausstellung (Forårsudstilling) war sie 1890, 1893 und 1898 vertreten. Studienreisen führten sie 1891 nach Italien und Spanien und 1907 erneut nach Italien (Anacapri). 1897 erhielt sie den Raben-Levetzau-Preis (Den Raben-Levetzauske Fond).
In den 1890er Jahren lebte sie auf der Insel Fur. Hier wurde die spätere Malerin, Schriftstellerin und Ethnographin Emilie Demant-Hatt ihre Schülerin.
Ida Schiøttz-Jensen ist vor allem wegen ihrer Bemühungen im Porträtschneiden in Erinnerung geblieben. Es war um die Jahrhundertwende in Künstler- und Intellektuellenkreisen in Mode gekommen, die Wohnungen mit Möbeln im Empire-Stil zu dekorieren, zu denen die von zeitgenössischen Künstlern ausgeführten Porträts im Scherenschnitt gut passten.

## Werke (Auswahl)
- Interiør fra Klosterkirke i Horsens – Innenraum der Klosterkirche (1885)[3]
- Insektsamleren – Der Insektensammler (ausgest. 1898)[4]
- Fru Overlærer Nielsen Porträt der Mutter der Künstlerin (Horsens Museum)
- Porträt des Bruders  (Horsens Museum)
- Zwei Mappen mit je acht Scherenschnittporträts von dänischen Autoren und Dichtern von Ludvig Holberg bis Chr. Winther (Verlag von Mohr und Hvenegaard)

## Ausstellungen
- 1888, 1890, 1893, 1898 Charlottenborg
- 1895: Kopenhagen „Frauenausstellung aus Vergangenheit und Gegenwart“ (dänisch: Kvindernes Udstilling fra Fortid og Nutid)
- 1921, 1923/24, 1927: Kopenhagen „Künstlervereinigung vom 18. November“ (Kunstnerforeningen af 18. november)